# Penumbra (spel)
Penumbra är en serie skräckdatorspel där spelaren löser olika fysiska problem och flyr från fiender. Spelen utvecklas av det svenska företaget Frictional Games och ges ut av Lexicon Entertainment och Paradox Interactive.

## Titlar i serien
- 2006 - Penumbra (teknikdemo för Newton Game Dynamics-motorn)
- 2007 - Penumbra: Overture
- 2008 - Penumbra: Black Plague
  - 2008 - Penumbra: Requiem (expansion till Black Plague)
- 2014 - Penumbra: Necrologue